# Seconde (musique)
Pour les articles homonymes, voir Seconde.
En musique, une seconde est l’intervalle séparant deux degrés consécutifs dans l'échelle diatonique.
Elle est classée parmi les dissonances, tout comme sa forme renversée, la septième.
Elle peut être :
- majeure : la seconde majeure est égale à un ton — par exemple : do-ré[1].
- mineure : la seconde mineure est égale à un demi-ton diatonique — par exemple : do♯, ré[1].
- augmentée : la seconde augmentée est égale à un ton et un demi-ton chromatique — par exemple : do-ré♯[1].
- diminuée : correspond à une enharmonie, l'étendue de la seconde diminuée étant nulle — par exemple : do♯-ré♭ (la seconde ne peut donc être surdiminuée). Elle correspond à un unisson.

La seconde mélodique produit un mouvement conjoint. La seconde augmentée produit cependant un mouvement disjoint.
En musique tonale, toutes les secondes non altérées sont mineures ou majeures, à l'exception du mode mineur harmonique, où une seconde augmentée se situe entre les degrés VI et VII (la♭, si en do mineur harmonique).